# 愛言會
愛言會（英語：Philolexian Society）是美國最古老的大學文學和辯論學會之一，也是哥倫比亞大學最古老的學生團體 。該協會成立於1802年，其宗旨是“提高其成員的演說、寫作和辯論的能力”。 Philolexia這個名字來自於希臘語，“philo-”是“愛”的意思，“lexi-”是“語言”的詞根。該學會的座右銘是拉丁語Surgam，意為“我將崛起”。該學會的歷史可以追溯到1770年代亞歷山大·漢密爾頓建立的文學學會。該學會的成員需要層層選拔評估才能被接納，許多著名的哥倫比亞校友均參加過該學會。